# باتريس بيرغيرون
باتريس بيرغيرون هو لاعب هوكي جليد كندي، ولد في 24 يوليو 1985 في لانسين لوريت في كندا.

## وصلات خارجية
- باتريس بيرغيرون على موقع دوري الهوكي الوطني (الإنجليزية)
- باتريس بيرغيرون على موقع EliteProspects.com (الإنجليزية)
- باتريس بيرغيرون على موقع Eurohockey.com (الإنجليزية)
- باتريس بيرغيرون على موقع HockeyDB.com (الإنجليزية)
- باتريس بيرغيرون على موقع Hockey-Reference.com (الإنجليزية)
- باتريس بيرغيرون على موقع أوليمبيديا (الإنجليزية)